# الكسندر كورير
الكسندر كورير (بالإنجليزية: Alexander C. Currier)‏ هو مهندس معماري أمريكي، ولد في 16 أبريل 1831، وتوفي في 24 أبريل 1892.